# Cayetano Ré
Cayetano Ré Ramírez (* 7. Februar 1938 in Asunción, Paraguay; † 26. November 2013 in Elche, Spanien) war ein paraguayischer Fußballspieler und -trainer.
Ré begann seine Karriere in seiner Geburtsstadt Asunción beim Club Cerro Porteño. 1959 wechselte er nach Spanien zum FC Elche und schloss sich nach drei Spielzeiten dort 1962 dem FC Barcelona an, für den er 1966 Torschützenkönig der Primera División wurde und den Messepokal gewann. Anschließend spielte er noch bis 1971 beim Lokalrivalen Espanyol.
Von 1958 bis 1959 spielte er 25-mal, unter anderem auch bei der WM 1958, für die Paraguayische Nationalmannschaft, mit der er 1986 seinen größten Erfolg in seiner Trainerkarriere verbuchen konnte, als er Paraguay bei der WM 1986 bis ins Achtelfinale führte.

## Erfolge
- Paraguayischer Meister: 1954
- Spanischer Pokalsieger: 1963
- Messepokal: 1966
- Torschützenkönig der Primera División: 1965
- Teilnahme an einer WM: 1958 (3 Einsätze/1 Tor), 1986 (als Trainer)